# State/Lake (Metro de Chicago)
State/Lake es una estación en las líneas Rosa, Verde, Marrón, Naranja, Púrpura y Roja del Metro de Chicago. La estación se encuentra localizada en 200 North State Street en Chicago, Illinois. La estación State/Lake fue inaugurada el 22 de septiembre de 1895.  La Autoridad de Tránsito de Chicago es la encargada por el mantenimiento y administración de la estación.

## Descripción
La estación State/Lake cuenta con 2 plataformas laterales y 2 vías. 

## Conexiones
La estación es abastecida por las siguientes conexiones de autobuses: 
- Rutas del CTA Buses: #2 Hyde Park Express #6 Jackson Park Express #10 Museum of Science and Industry #29 State #36 Broadway #62 Archer #144 Marine/Michigan Express #145 Wilson/Michigan Express #146 Inner Drive/Michigan Express #148 Clarendon/Michigan Express